# تاريخ سيستان
تاريخ سيستان هو تاريخ مجهول باللغة الفارسية لمنطقة سيستان، في جنوب غرب أفغانستان وجنوب شرق إيران، من العصور الأسطورية وما قبل الإسلام إلى الفترة الإسلامية المبكرة حتى عام 1062.